# Scandia mutabilis
Scandia mutabilis är en nässeldjursart som först beskrevs av James Cunningham Ritchie 1907.  Scandia mutabilis ingår i släktet Scandia och familjen Hebellidae. Inga underarter finns listade i Catalogue of Life.